# Roupie de Zanzibar
La roupie de Zanzibar est l'ancienne monnaie officielle du protectorat de Zanzibar de 1906 à 1936.
Elle est divisée en 100 cents.
Elle remplace le riyal de Zanzibar au taux de 2,125 roupies pour 1 riyal. Elle était alignée sur la roupie indienne et les deux monnaies circulaient sur ce territoire.
La roupie de Zanzibar est remplacée par le shilling est-africain le 1er janvier 1936 au taux de 1,5 shilling pour 1 roupie.

## Pièces de monnaie
En 1908, sont frappées des pièces de 1 et 10 cents en bronze ainsi qu'une pièce de 20 cents en nickel. Ces trois pièces sont devenues très rares.

## Billets de banque
En 1908, le Gouvernement de Zanzibar émet des coupures de 5, 10, 20, et 100 roupies. En 1916, sont ajoutées des coupures de 50 et 500 roupies. Le billet de 1 roupie est fabriqué en 1920. Tous ces billets sont devenus très rares et parmi les plus recherchés,.